# Brice Samba
Brice Samba   (Linzolo, 25 d'abril de 1994) és un futbolista de la República del Congo que juga com a porter al club de la Ligue 1 RC Lens. Nascut a la República del Congo, juga a la selecció de França. És fill del també futbolista Christian Brice Samba.
Pel que fa a clubs, destacà a Olympique de Marsella i Nottingham Forest FC.